# Абраменко, Владимир Григорьевич
Владимир Григорьевич Абраменко (укр. Володимир Григорович Абраменко; 11 июля 1934, Сталино — 24 декабря 2012, Донецк) — советский и украинский легкоатлет и тренер; Заслуженный тренер Украинской ССР (1977).

## Биография
Родился 11 июля 1934 года в городе Сталино (ныне Донецк) Украинской ССР. Умер 24 декабря 2012 года.
Занимался спортивной ходьбой, был чемпионом Украины в ходьбе на 50 км.
Окончил Донецкий техникум физической культуры в 1953 году и Каменец-Подольский педагогический институт (ныне Каменец-Подольский национальный университет имени Ивана Огиенко в 1959 году.
Работал тренером Новоселицкой ДЮСШ (Черновицкая область) в 1956—1958 годах. Затем — в Донецке в ДЮСШ горисполкома (1961—1972) и высшей школе спортивного мастерства (1972—2000).
Среди его воспитанников — мастера спорта международного класса: В. Архипенко, С. Мельников, А. Мищенко, В. Нагайник, А. Шевчук.